# 리카르드 산들레르

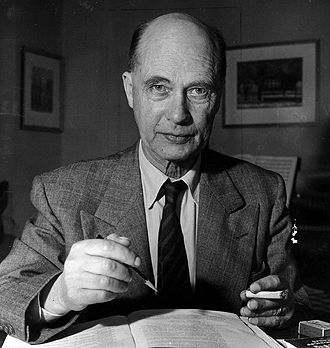

리카르드 산들레르(스웨덴어: Rickard Sandler, Rickard Johannes Sandler, 1884년 1월 29일 ~ 1964년 11월 12일)는 스웨덴 사회민주노동자당에서 활동한 정치인이다. 산들레르는 스웨덴에서 매우 드물게 사회민주당 총리로서 유일하게 당 대표직을 전담하지 않았고, 취임하게 될 당시의 나이인 41세의 두번째인 최연소 스웨덴 총리이기도 하다. 약력을 볼 때 포트폴리오가 없는 장관을 두번씩 임명된 것으로 나타났다. 또한 이후에는 재무장관, 통상장관, 일반 총리, 스웨덴 정부 총리, 외무부 장관까지 망라한 직업군을 대거 갖추어졌다.